# Triunfo (álbum)
Triunfo es el sexto álbum de la orquesta de salsa colombiana Niche, publicado en 1985 mediante el sello discográfico Internacional Records, subdivisión de Codiscos. El álbum es popular por contener la canción "Ana Milé", compuesta y cantada por el director Jairo Varela. Este sería el segundo y último disco de Moncho Santana como líder vocal.

## Grabación y composición
Después del éxito rotundo del disco anterior, Moncho Santana vuelve a ser el vocalista líder de la agrupación, pero ahora con apoyo de Jairo Varela en el canto.

### Ana Milé
Tema escrito por Jairo Varela, inspirado en una novela que estaba escribiendo su madre, Teresa Martínez de Varela. Este tema es el primero que graba Jairo como primera voz y también la primera pista del álbum.

## Lista de canciones
Todas las canciones escritas y compuestas por Jairo Varela. 
| Lado A |                                                  |                              |          |  |
| N.º    | Título                                           | Intérprete(s)                | Duración |  |
| 1.     | «Ana Milé»                                       | Jairo Varela                 | 5:37     |  |
| 2.     | «Las flores también se mueren» (segunda versión) | Moncho Santana, Jairo Varela | 3:21     |  |
| 3.     | «Listo Medellín»                                 | Moncho Santana, Jairo Varela | 5:32     |  |
| 4.     | «Cicatrices»                                     | Jairo Varela                 | 6:53     |  |

| Lado B |                         |                |          |  |
| N.º    | Título                  | Intérprete(s)  | Duración |  |
| 1.     | «Del puente pa' allá»   | Moncho Santana | 4:54     |  |
| 2.     | «Interés, cuánto valés» | Moncho Santana | 4:57     |  |
| 3.     | «Mamá Chila»            | Moncho Santana | 4:45     |  |
| 4.     | «La fiera»              | Moncho Santana | 5:04     |  |

## Créditos

### Músicos
- Bajo: Francisco "Porky" García
- Bongó: Jairo "Don bastante" Riascos
- Cantantes: Alfonso "Moncho" Santana, Jairo Varela
- Coros: Alfonso "Moncho" Santana, Ostwal Serna, Jairo Varela
- Congas: Myke "Carnaval" Potes
- Güiro: Jairo Varela
- Maracas: Pete "El conde" Rodríguez (invitado en "Las Flores También Mueren")
- Piano: Nicolás "Macabí" Cristancho
- Saxo alto y flauta: Alí "Tarry" Garcés
- Timbales: Alfredo "Pichirilo" Longa
- Tres: Ostwal "El enano" Serna
- Trombón 1: Alberto "El conejo" Barros
- Trombón 2: Laureano Machado
- Trombón 3: Reynaldo Jorge (invitado)
- Trompeta 1: Fabio "Pajuelín Jr." Espinosa Jr.
- Trompeta 2: Oswaldo "Boquita salá" Ospino
- Trompeta 3: Danny Jiménez (invitado)

### Producción
- Arreglos, mezcla y dirección musical en estudio: Jairo Varela